# Per Brogeland
Per Brogeland (* 27. Januar 1953) ist ein ehemaliger norwegischer Fußballspieler und aktueller Fußballtrainer.

## Karriere

### Spieler
Per Brogeland begann seine Karriere bei Eidsvold Turn. Hier brachte er es zwischen 1971 und 1984 auf 251 Spiele und 48 Tore. Unterbrochen wurde seine Karriere bei Eidsvold Turn nur durch ein einjähriges Gastspiel bei Lillestrøm SK, wo er es auf neun Spiele mit vier Toren brachte. International hatte er am 22. Mai 1974 seinen einzigen Einsatz in einem U-21-Länderspiel, das mit 1:0 gegen die DDR verloren ging.

### Trainer
Seine Trainerkarriere begann Per Brogeland bei seinem Stammverein Eidsvold Turn als Assistenztrainer. Nach seiner Zeit bei Eidsvold Turn trainierte er von 1990 bis 1991 zusammen mit Even Pellerud die Frauennationalmannschaft von Norwegen, ehe er 1992 das Traineramt bei Kongsvinger IL übernahm. Ein Jahr später erhielt er den Kniksenprisen als bester Trainer in Norwegen. 1996 wechselte er zu Lillestrøm SK, wo er in einem Trainerteam arbeitet. Er wollte jedoch nach kurzer Zeit wieder alleinverantwortlicher Trainer sein, so dass er nach Österreich zum LASK Linz wechselte. Er arbeitet in Österreich sehr erfolgreich und war unter anderem für die Einführung der Viererkette in der Fußball-Bundesliga Österreichs verantwortlich. Völlig überraschend wurde er am 3. April 1998 nach einem 5:0-Sieg über den SK Rapid Wien und dem 3. Tabellenplatz in der Meisterschaft von Präsident Wolfgang Rieger entlassen. Dem Ende seiner Trainertätigkeit in Österreich folgte die Rückkehr nach Norwegen, wo er erneut das Traineramt bei Kongsvinger IL übernahm. Bereits 1999 verließ er diesen Verein wieder. 2001 übernahm er schließlich Hønefoss BK. Nach mehreren sieglosen Spielen und einer für den Verein historischen 0:6-Niederlage musste er den Trainerstuhl räumen. Zwischen 2002 und 2005 war er für die U21 der Frauennationalmannschaft von Norwegen zuständig. Nach dieser Tätigkeit bekam er beim FC Lyn Oslo eine Stelle als Assistenztrainer; wobei er jedoch auch die Aufgaben eines Talentsuchers übernahm. Am 1. Januar 2009 übernahm er das Traineramt bei seinem Stammverein Eidsvold Turn. Mit Geir Frigård, seinem ehemaligen Spieler bei Lillestrøm SK und LASK Linz, bildet er seit diesem Zeitpunkt das Trainerteam von Eidsvold Turn.

## Erfolge
- 1993: Trainer des Jahres in Norwegen